# Задорожний Зеновій-Михайло Васильович
Зено́вій-Миха́йло Васи́льович Задоро́жний (нар. 25 жовтня 1959, с. Скоромохи Тернопільського району Тернопільської області) — український вчений у галузі обліку і аудиту.

## Звання і відзнаки
- Сертифікований аудитор (1993).
- Член-кореспондент Академії будівництва України (2003), академік Академії економічних наук України, член Методологічної ради з бухгалтерського обліку та Ради з міжнародних стандартів фінансової звітності при Міністерстві фінансів України.
- Доктор економічних наук України (2008).
- Почесна грамота Міністерства фінансів України (2011)
- Заслужений діяч науки і техніки України (2016)[1]. «Людина року-2008» (Тернопільська область).

## Життєпис
Закінчив Тернопільський фінансово-економічний інститут (1980, нині Західноукраїнський національний університет). Від 1982 — в цьому виші: асистент, старший викладач, доцент кафедри економіки, обліку й аналізу в будівництві (1982—2000), доцент, завідувач кафедри обліку і аудиту в інвестиційній сфері (2004—2009), завідувач кафедри обліку у виробничій сфері (2009—2014), проректор (від липня 2010).
Водночас від 1993 року — заступник директора аудиторської фірми «Консул». 

## Науковий доробок
У 1989 році в Київському інституті народного господарства імені Д. С. Коротченка захистив дисертацію на тему: «Облік і аналіз витрат на реконструкцію і технічне переозброєння підприємств», отримав ступінь кандидата економічних наук.
6 грудня 2007 року захистив докторську дисертацію на тему: «Внутрішньогосподарський облік у будівництві: методологія та організація», отримав ступінь доктора економічних наук.
Головний редактор наукового журналу «Вісник Тернопільського національного економічного університету», голова спеціалізованої вченої ради із захисту кандидатських та докторських дисертацій, проректор з наукової роботи Тернопільського національного економічного університету.
Автор і співавтор близько 305 наукових і навчально-методичних праць, зокрема:
- «Бухгалтерський облік» (1994);
- «Бухгалтерський облік в умовах реформування економіки» (1995);
- «Облік у будівництві» (2005, 2007);
- «Внутрішньогосподарський облік у будівництві» (2006, монографія);
- «Актуальні питання облікової політики підприємств щодо необоротних активів» (2011);
- «Фінансовий облік» (2012, 2014);
- «Облік у сфері послуг» (2011, 2015);
- «Облік і звітність за міжнародними стандартами» (2012, 2014, 2015);
- «Облік в галузях економіки» (2012, 2015);
- «Облік в підгалузях будівництва» (2012);
- «Стан і перспективи розвитку вітчизняної системи обліку» (2013);
- «Концепція розвитку бухгалтерського обліку, аналізу та аудиту в Україні» (2015).